# Auriscalpium vulgare
Auriscalpium vulgare é um fungo que pertence ao gênero de cogumelos Auriscalpium na ordem Russulales.